# 테르호바
테르호바(슬로바키아어: Terchová, 헝가리어: Terhely 테르헤이[*])는 슬로바키아의 도시로, 인구는 4,073명(2006년 기준), 면적은 84.54km2이다. 높이는 해발 514m이다.

## 같이 보기
- 유라이 야노시크